# Carabus violaceus
Carabus violaceus là một loài bọ cánh cứng hoạt động về đêm phân bố khắp châu Âu. Loài ăn ố sên, giun và côn trùng.

## Hình ảnh

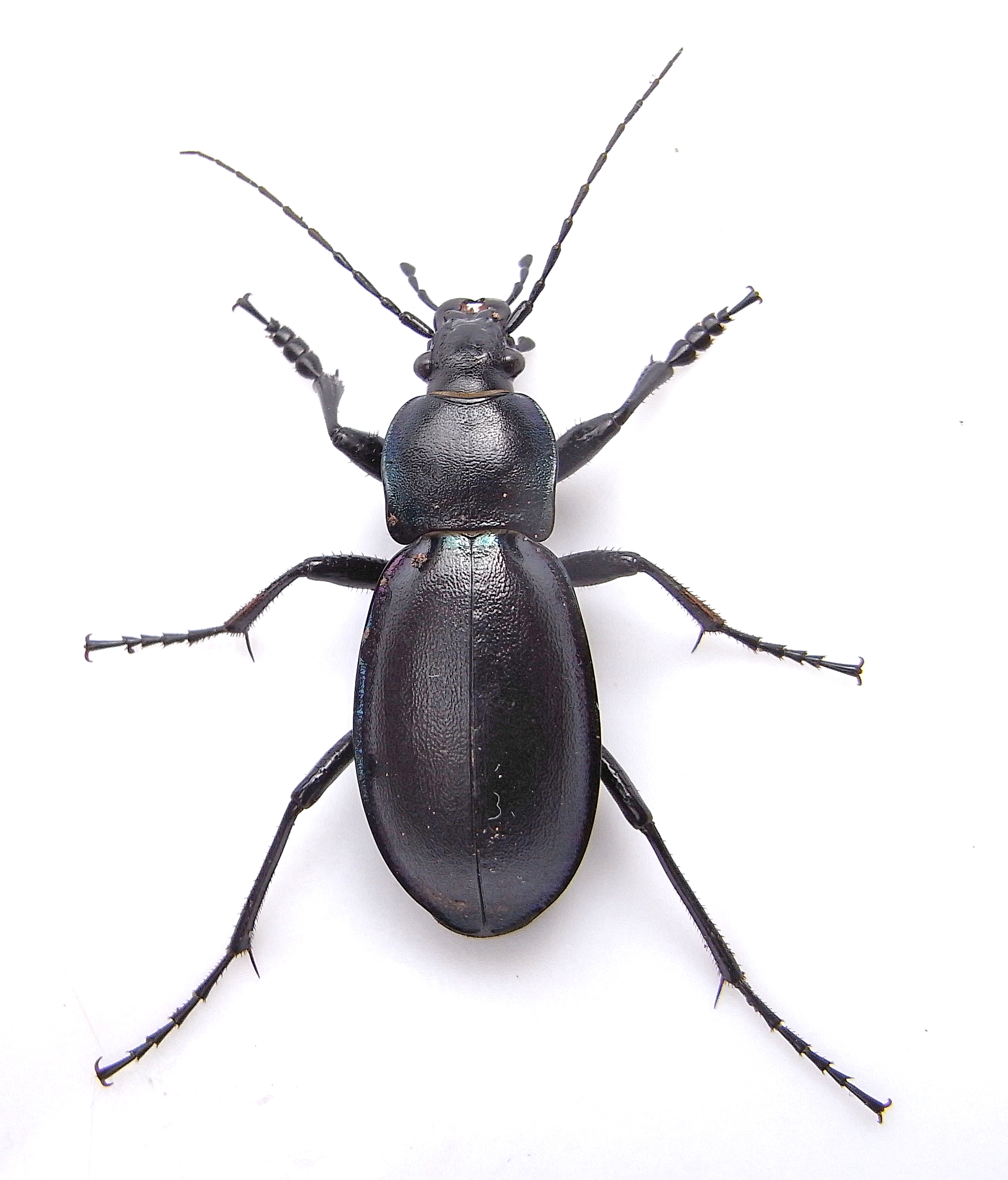
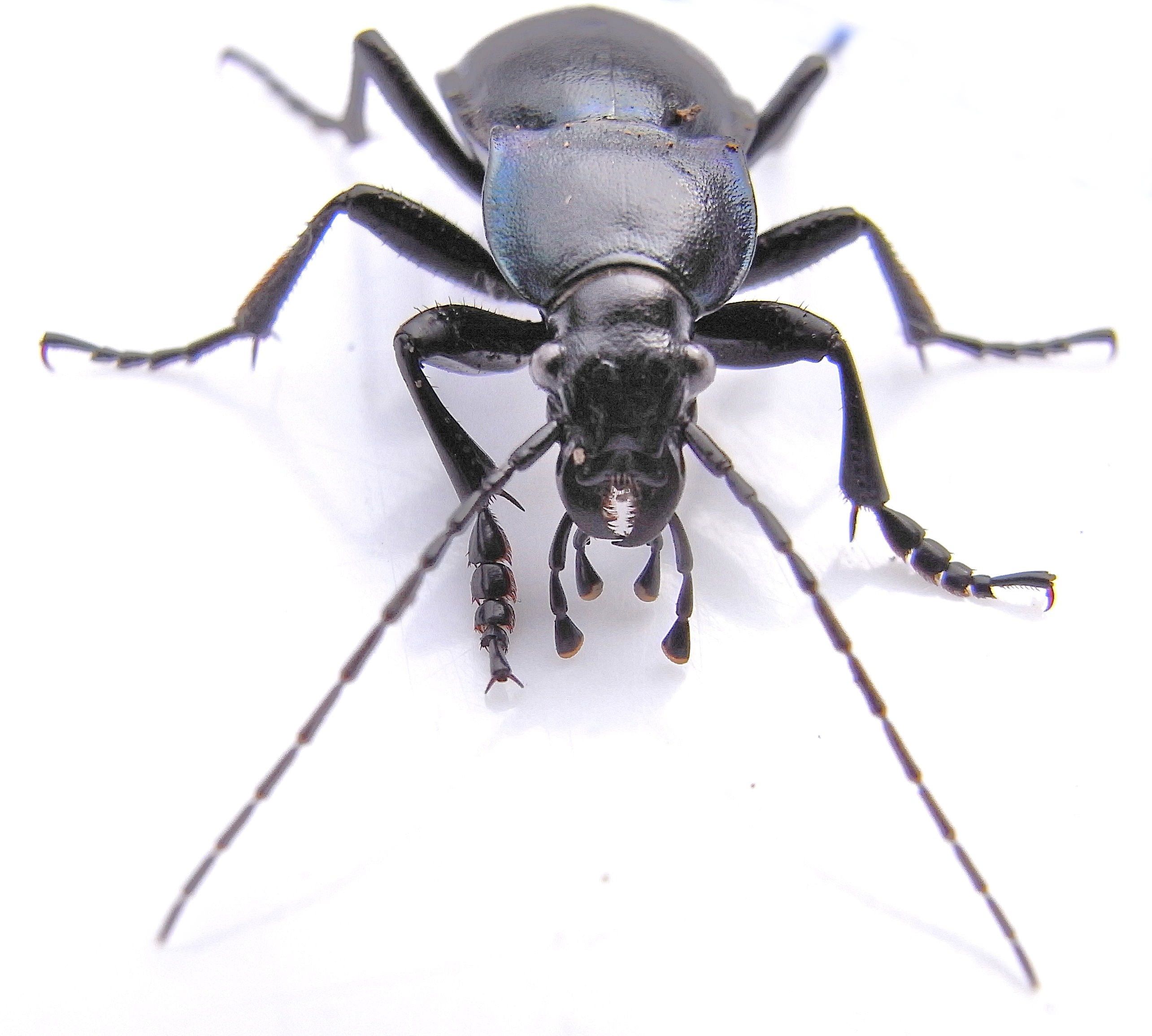
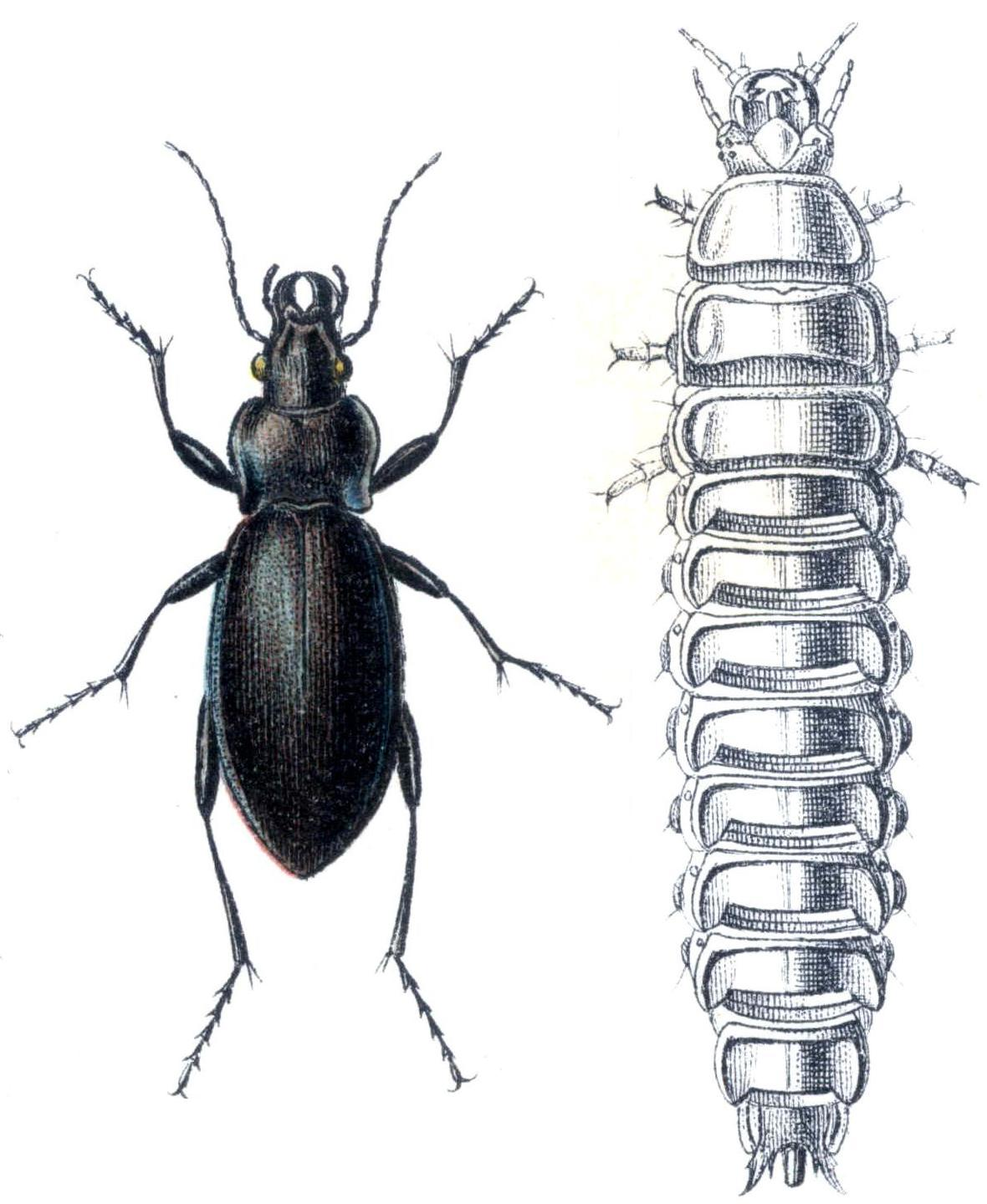
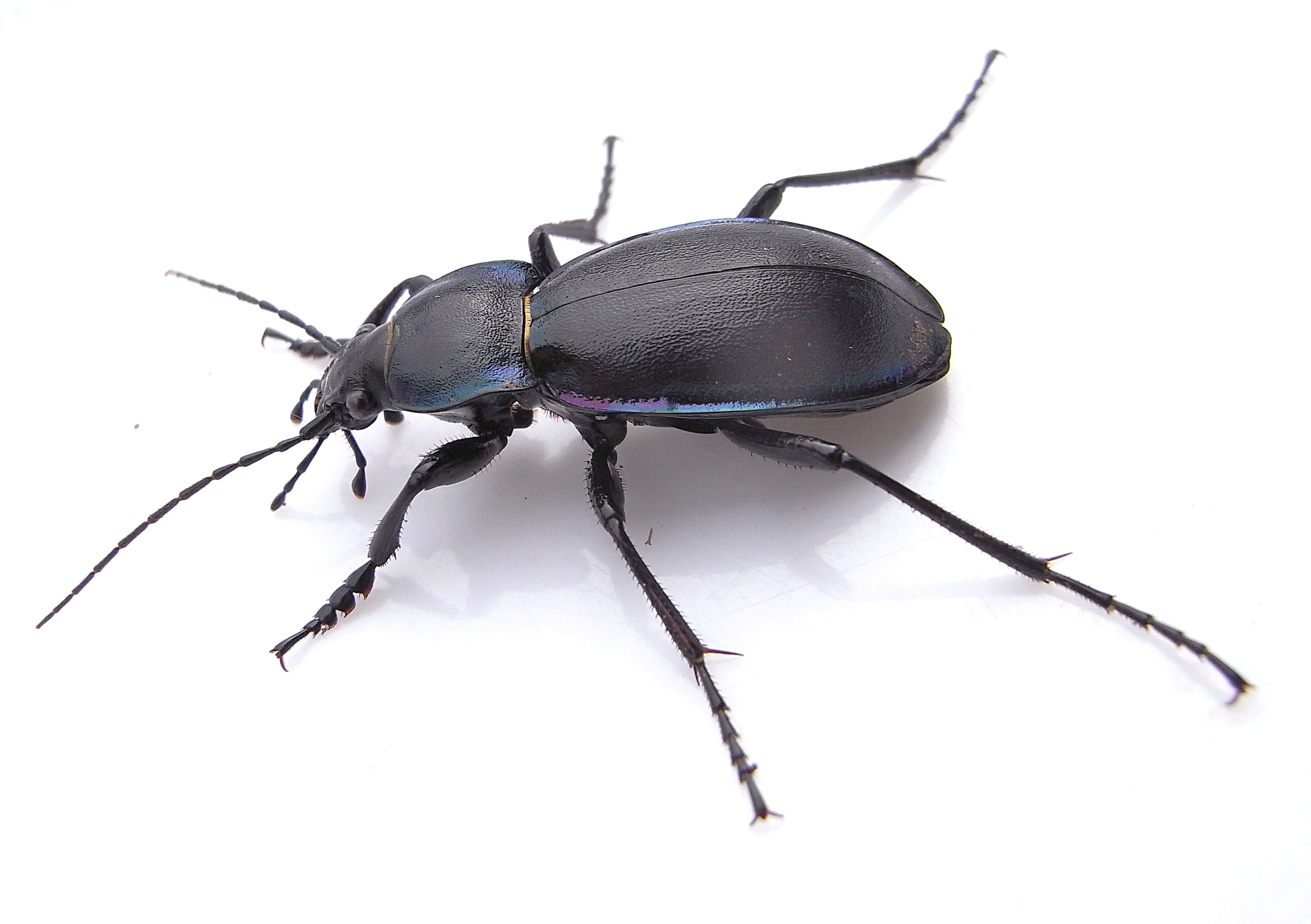